# Чёрный дождь (роман)
«Чёрный дождь» (яп. 黒い雨 курои амэ) — роман Масудзи Ибусэ, основанный на реальных событиях, связанных с атомной бомбардировкой Хиросимы. Написан в 1965 году; журнальная публикация — 1966 год; первое книжное издание — 1966 год.
В 1966 году Масудзи Ибусэ за роман «Чёрный дождь» был удостоен премии Номы и императорского «Ордена Культуры».

## Содержание
Роман представляет собой череду записей в дневниках Сигэмацу Сидзумы и других персонажей с 6 по 15 августа 1945 года в Хиросиме и спустя несколько лет после катастрофы, когда он и его жена Сигэко, стали опекунами племянницы Ясуко, и, следовательно, приняли на себя обязательство найти для неё подходящего мужа.
В начале романа, три предыдущие попытки устроить замужество Ясуко не удались из-за слухов, что она находилась в трудовом отряде хиросимских школьников, оказавшихся в эпицентре взрыва, и что девушка подверглась воздействию «чёрного дождя», выпавшего после взрыва атомной бомбы.
Лучевая болезнь является одной из главных причин напряжения, прослеживающегося на протяжении всего повествования. Сигэмацу, сам страдающий лучевой болезнью, пытается опровергнуть слухи об этой болезни у племянницы, используя для этого свои и её дневниковые записи. Но оказывается, что Ясуко действительно пострадала от «чёрного дождя».

## Экранизация
В 1989 году Сёхэй Имамура снял по роману фильм «Чёрный дождь».